# Agnès Capri
Pour les articles homonymes, voir Capri (homonymie) et Fridman.
 (septembre 2012).
Si vous disposez d'ouvrages ou d'articles de référence ou si vous connaissez des sites web de qualité traitant du thème abordé ici, merci de compléter l'article en donnant les références utiles à sa vérifiabilité et en les liant à la section « Notes et références ».
Sophia Rose Fridman, dite Agnès Capri, née le 15 avril 1907 à L'Arbresle (Rhône) et morte le 15 novembre 1976 dans le 7e arrondissement de Paris, est une actrice, chanteuse, directrice de théâtre, productrice de radio et écrivaine française.

## Biographie
Agnès Capri est issue d’une famille juive qui a fui la Révolution russe. Adolescente, amoureuse de toutes les formes d'art, elle commence par apprendre la musique, puis se dirige vers le théâtre qui selon elle représente une synthèse de tout ce qu'elle aime ; musique, comédie, drame, danse et peinture. Elle entre dans la troupe de Marguerite Bériza, et devient ensuite élève au Théâtre de L'Atelier chez Charles Dullin (sans intégrer la troupe), puis passe chez Louis Jouvet à partir de 1929. Elle rejoint les Pitoëff au Théâtre du Vieux Colombier en 1933. C'est à cette époque qu'elle commence à être remarquée par les critiques de Théâtre. Elle mènera une petite carrière d'actrice jusqu'en 1935.
Entre-temps (en 1929), elle devient une admiratrice farouche du danseur Georges Pomiès (« mais à vingt-deux ans j'avais déjà rencontré Georges Pomiès qui littéralement me foudroya par son regard bleu et sa personnalité étincelante. Ses sœurs l'appelaient Ariel. »).
Imprégnée d’idées révolutionnaires, elle devient membre de l’Association des écrivains et artistes révolutionnaires (AEAR) que fréquentent nombre d'acteurs de théâtre à l'époque. Elle y rencontrera Paul Nizan, Louis Aragon, Jacques Prévert et Max Ernst, entre autres. Attirée par la poésie et le plaisir de dire, elle se constitue alors un répertoire en puisant dans les textes d'auteurs considérés alors comme des poètes et écrivains sulfureux ou d'avant garde comme : Jacques Prévert, qu'elle a rencontré au groupe Octobre, puis Raymond Queneau, Robert Desnos, Paul Éluard, Henri Michaux, Guillaume Apollinaire ou Léon-Paul Fargue. Elle ajoute à son répertoire des textes mis en musique par Erik Satie.
En février 1936, introduite par Pierre-Richard Wilm et Marcel Herrand, elle se lance dans la chanson au Bœuf sur le toit, cabaret ouvert à l’initiative de Jean Cocteau, où elle interprète les premières compositions de Jacques Prévert. Le succès est immédiat et le tout Paris se précipite pour écouter cette jeune femme dont la voix et le répertoire sont très vite reconnus.
Dans la foulée, Agnès Capri est programmée à l’ABC. Elle y fera scandale après la guerre en 1947, pour avoir récité le poème de Jacques Prévert Pater Noster le jour de Pâques (Notre Père qui êtes aux cieux, restez-y !). Elle est soutenue à cette époque par Charles Trenet qui dans les salles où elle se produit, réclame les textes que la direction veut lui supprimer (Adrien de Jacques Prévert, entre autres).
Elle se produit dans divers théâtres (L'A.B.C., Le Trianon, etc.) avant d’ouvrir, en 1938, son propre lieu, Chez Agnès Capri, rue Molière à Paris, avec Sonia Mossé et Michèle Lahaye. C'est dans cet endroit révolutionnaire qu'elle retrouve plusieurs artistes surréalistes et amis de l'A.E.A.R. et du Groupe Octobre comme Jacques Prévert, Michel Vaucaire et Joseph Kosma. C'est à cette époque qu'elle enregistre ses premiers disques chez Le Chant du Monde et chez Columbia.
L’arrivée de la guerre la contraint à fermer son petit théâtre (elle est d'origine juive) et, faute de pouvoir chanter en zone libre, elle quitte la France pour se réfugier en Algérie où elle présente des spectacles de chansonniers et anime les spectacles de l’Opéra d’Alger (un théâtre). Elle y joue la comédie jusqu'à son retour en France après la Libération.
Elle revient à Paris en 1944 et prend en 1945 la direction du Théâtre de la Gaîté-Montparnasse auquel elle donne le nom de Théâtre Agnès Capri. Elle y reste jusqu'en 1949, date à laquelle elle réinstalle son cabaret (Chez Agnès Capri, rue Molière) où se produiront entre autres Germaine Montero dans son répertoire espagnol, Jean Sablon, Catherine Sauvage, Cora Vaucaire, Mouloudji, Serge Reggiani, Juliette Greco, Marc Ogeret, Pierre Louki, qui y chante, entre autres, La Môme aux Boutons, Georges Moustaki et les Frères Jacques qui y remportent leurs premiers succès. La concurrence lui impose hélas en 1958 de fermer son cabaret. En 1958, parait un roman de Nicole Louvier, qui a chanté chez Agnès Capri, intitulé La mort d'un théâtre, dans la collection Les Œuvres libres, éditées par Fayard. Cependant, elle continue jusqu'à sa mort sa carrière de comédienne et enseigne son savoir au théâtre de l’Epée de Bois, devient productrice de radio, enregistre une ou deux chansons et se met à l'écriture.
Elle fréquente L'Écluse après guerre, puis devient femme de radio créant entre autres la fameuse émission Le Pays de Papouasie durant le mois d'août 1954, récit de voyage improbable, où de sa voix haut perchée, proche de celle de Danielle Darrieux ou de Mireille, elle raconte ses découvertes en y insérant des chansons de Prévert, ses propres chansons, des lectures de poèmes ou d'adaptations de poèmes. Elle contribua beaucoup à la reconnaissance de Jean Tardieu et de François Billetdoux.
Agnès Capri est aussi auteur de nombreuses chansons (La Grande Opéra, Laisse parler Jacob, Il m'a toujours dit à demain) et peut véritablement être considérée comme l’une des pionnières de la chanson au féminin. Elle fut une des premières interprète de Prévert avec Marianne Oswald.
En 1975, elle publie la première partie de ses mémoires Sept épées de mélancolie qui paraissent chez Julliard, et est reçue à l'occasion par Jacques Chancel pour une Radioscopie spéciale Agnès Capri, où elle revient sur son parcours, ses amours, ses rencontres. La seconde partie devait être consacrée à son parcours artistique depuis l'après guerre.
Agnès Capri meurt le 15 novembre 1976 à son domicile du quai Voltaire, dans le 7e arrondissement de Paris,. Elle est inhumée dans le cimetière du Montparnasse (15e division).

## Filmographie
- 1937 : Drôle de drame, de Marcel Carné (la chanteuse des rues)
- 1967 : Le Dimanche de la vie, de Jean Herman
- 1969 : La Voie lactée, de Luis Buñuel
- 1972 : Hellé, de Roger Vadim
- 1972 : Le Moine, d'Ado Kyrou
- 1974 : Le Fantôme de la liberté, de Luis Buñuel

## Théâtre
- 1933 : Liebeleï d'Arthur Schnitzler, mise en scène Georges Pitoëff, Théâtre du Vieux-Colombier
- 1933 : La Polka des chaises de Ronald Mackenzie, mise en scène Georges Pitoëff, Théâtre du Vieux-Colombier
- 1934 : Tessa, la nymphe au cœur fidèle adaptation Jean Giraudoux d'après Basil Dean et Margaret Kennedy, mise en scène Louis Jouvet, Théâtre de l'Athénée
- 1934 : Le Coup de Trafalgar de Roger Vitrac, création dans une mise en scène de Marcel Herrand au Théâtre de l'Atelier, dans le rôle de Jeanne Peigne
- 1935 : Ce soir on improvise de Luigi Pirandello, mise en scène Georges Pitoëff, Théâtre des Mathurins
- 1955 : À la nuit la nuit de et mise en scène François Billetdoux, Théâtre de l'Œuvre
- 1935 : L'Étrange Nuit de Rockland de Howard Irving Young, Théâtre des Deux Masques
- 1960 : Une demande en mariage de Simone Dubreuilh, mise en scène Michel de Ré, Théâtre de l'Alliance française
- 1967 : Black Comedy de Peter Shaffer, mise en scène Raymond Gérôme, Théâtre Montparnasse

## Publications
- Music-Hall Poésie, Seghers, 1957

(Recueil de 26 textes, poèmes et chansons)
- Sept épées de mélancolie, Julliard, 1975

(Première partie de ses mémoires, qui s'arrêtent un peu avant 1938)

## Émissions de radio
- Radioscopie, de Jacques Chancel, Cassette Radio France 1975

Plusieurs émissions lui ont été consacrées ces dernières années sans donner lieu à des rééditions, dont :
- Chanson dans la nuit, rubrique « boulevard des archives » sur France Culture (2002 ?) présentée par Hélène Hazera, qui lui consacra quelques heures en donnant à entendre entre autres l'intégralité du très original Au pays de Papouasie enregistré en août 1954. On pouvait aussi y ré-entendre de très rares archives d'Agnès Capri chantant ses propres textes, des textes de Jean Tardieu ou de Léo Ferré.
- Les greniers de la mémoire, émissions consacrées à Germaine Montero et Agnès Capri - L'art des diseuses - diffusées les 30 septembre et 7 octobre 2007, par Karine Le Bail et Philippe Tétard.
- On a pu aussi entendre Agnès Capri et un témoignage de Germaine Montero dans une émission/interview OPUS sur France Culture, consacrée à Germaine Montero et diffusée durant l'été 1998 (Agnès Capri y chante J'ai préféré devenir chanteuse et Retour au pays et parle de Charles Trenet).
- "Le Hall de la chanson - LES FEMMES EN CHANSONS - 14ème épisode - Agnès Capri, l'avant-gardiste" émission du Centre National du Patrimoine de la Chanson, des Variétés et des Musiques Actuelles Paris, Parc de la vilette... avec des biographies, des témoignages (textes et audio) comme ceux de Marc Chevalier  (cofondateur du cabaret L'Écluse en 1951... et le Marc du duo Marc et André)

(extraits du contenu et références) :

.témoignages

1) La rencontre avec Agnès Capri [liens audio sur le site ci-après]
		
2) L’inspiratrice des cabarets Rive Gauche
	
3) Agnès Capri à l’Ecluse
	
4) Ce qu’elle a apporté à la chanson...	

.et des audios

Je te veux (Henry Pacory/Erik Satie)
	
Quand tu dors (Jacques Prévert/Christiane Verger)
	
La pêche à la baleine (Jacques Prévert/Joseph Kosma)
	
Loin du bal (Charles Cros/Rudolf Goehr)
	
Plan de Paris (Jacques Prévert)
	
Dans la sciure (Paul Weil/Paul Doser)

http://www.lehall.com/evenement/femmesenchansons/agnescapri/agnescapri.htm
- Autre émission, en rediffusion 2017, de France Culture, assez synthétique, avec des audios rares, de la producteur/trice Hélène Hazera - téléchargement et streaming via la page de l'émission Chanson Boum  et http://www.franceculture.fr/emissions/les-nuits-de-france-culture/chanson-boum-hommage-agnes-capri-1ere-diffusion-01072012

## Discographie
Depuis 1958, date du dernier enregistrement sur disque réalisé par Agnès Capri, il fallait vraiment chercher pour retrouver la moindre trace des textes dits et chantés par Agnès. Quittant Paris pour la zone libre en 1941, puis s'embarquant pour Alger en 1942, elle laisse pas mal d'affaires derrière elle... Retrouvant la capitale en 1945, elle souhaite récupérer ses disques enregistrés chez Columbia avant guerre, mais ne peut réunir la somme nécessaire à temps. Se rendant huit jours plus tard chez l'éditeur, elle apprend que ses enregistrements ont été jetés à la casse par la secrétaire de la maison de disque. C'est ainsi que l'on accueillait les artistes juifs à Paris à la libération. Toute la vie d'Agnès Capri fut marquée par une série de désagréments qui n'arrange rien à la conservation de son travail, à la mémoire de son activité.
Au début des années 1950 elle enregistre pour la BAM (La Boîte à Musique) quelques-uns des titres qu'elle avait défendu sur scène avant-guerre, ceux qu'elle avait créés. Les tirages seront faibles. 
Elle enregistre ensuite chez VEGA, chez Le Chant du Monde et chez Pacific, quand on le lui demande. D'elle-même, elle n'a pas la démarche d'aller enregistrer en studio. Elle préfère la scène des théâtres et la radio. Elle laisse de nombreuses bandes de créations radiophoniques à la Radiodiffusion Française, dont un certain nombre sont diffusées par Hélène Hazéra dans sa série d'émissions Chanson dans la nuit entre mai et septembre 2000. Ce qui confirme l'importance du rôle de Capri dans la défense des écrivains contemporains, et pas seulement Jacques Prévert, mais aussi Henri Michaux, Raymond Queneau ou Jean Tardieu entre autres.
Côté disque, il faut attendre 1992 pour voir reparaître certains de ses enregistrements sur un coffret Prévert réalisé par Philips, puis plus récemment sur certaines compilations consacrées à l'époque de Saint-Germain des Près. Mais à chaque fois, guère plus de trois ou quatre titres, et très rarement ses enregistrements studio. Enfin, début 2012, Marianne Mélodie réédite la majorité des disques de celle qui, aux côtés de Marianne Oswald a su faire glisser le répertoire réaliste vers un répertoire poétique exigeant et engagé, préparant le terrain à la chanson d'après-guerre.

### Disques 78 Tours (1936-1952)
1936
Columbia DF 2009
- J'ai préféré devenir chanteuse
- Adrien

1939
Le Chant du Monde 2.001
- Nous voulons une petite sœur
- Je te veux

1939
Le Chant du Monde 2.002
- Complainte d'une méchante
- Laisse parler Jacob

1940
[Columbia] AC 1
- Quand tu dors
- Je te veux

1940
[Columbia] AC 2
- Le grand type
- Il m'a toujours dit à demain

1951
La Boite à Musique BAM 504
- Ton amour est ma maison
- Je suis heureuse
- Rengaine à pleurer

1951
La Boite à Musique BAM 505
- La naturaliste
- La grande Opéra
- Dans la sciure

1952
La Boite à Musique BAM 506
- À la pêche à la baleine (enregistré en 1951)
- Loin du bal (enregistré en 1952)

### Disques 33 Tours 25 cm et 30 cm (1958-1965)
1955
Le Chant du Monde LDM – 4.024
Les snobs, par quelques-uns des leurs.
Agnès Capri dit
- Il faut passer le temps

été 1958
Disque VEGA V30 S800
UN SOIR À L'ÉCLUSE
- Plan de Paris
- Dans la sciure

1960
PACIFIC 2302 B
bande originale du film Drôle de drame
- Complainte de l'ignoble Molyneux (réenregistrement 1960)

1965
Coffret L'AGE D'OR DE SAINT-GERMAIN-DES-PRES, par Guillaume Hanoteau
(Quatre 33 tours Philips)
- La pêche à la baleine (réédition de l'enregistrement BAM de 1951)

### CD
1992-2007 : Florilèges divers et variés
Parmi toutes ces rééditions seules les trois premières ont un véritable intérêt, car pour la première fois paraissent quatre titres totalement inédits d'Agnès Capri. Les animaux ont des ennuis et Adrien sont tous deux extraits de l'émission de radio Le pays de Papouasie enregistré en août-septembre 1954.  L'Orgue de barbarie avait été mis en boite le même jour que La pêche à la baleine pour la BAM en 1951, mais avait été refusé. La version de la Complainte de l'ignoble Molyneux est la version enregistrée pour la bande son du film en 1937. Il existe une autre version, probablement enregistrée pour la radio à la fin des années cinquante, contenue dans le coffret : Jacques Prévert, 100 ans, coffret 4 CD Radio France - INA - Fremeaux 2000.
1992 : Coffret Jacques Prévert
- Jacques Prévert, Anthologie 6 CD Polygram 1992 - CD 1 - Les animaux ont des ennuis (1954)
- Jacques Prévert, Anthologie 6 CD Polygram 1992 - CD 5 - Adrien (1954)
- Jacques Prévert, Anthologie 6 CD Polygram 1992 - CD 5 - L'orgue de Barbarie (1951)
- Jacques Prévert, Anthologie 6 CD Polygram 1992 - CD 6 – Complainte de l'ignoble Molyneux (1937)

Les autres ont eu le mérite de ne pas oublier totalement l'importance du rôle d'Agnès Capri dans l'aventure de Saint-Germain des près.
2000-2007 : Florilèges Saint-Germain des près
- Jacques Prévert, 100 ans, coffret 4 CD Radio France - INA - Fremeaux 2000 (Elle chante La pêche à la Baleine (version BAM) et un autre texte de Prévert : Nuit blanche)
- Les chemins de Saint Germain, EPM 2001 - CD 2 - Nous voulons une petite sœur (1939)
- Les chemins de Saint Germain, EPM 2001 - CD 2 - Le grand type (1940)
- Les chemins de Saint Germain, EPM 2001 - CD 2 - Il m'a toujours dit à demain (1940)
- Jacques Prévert, collection poète & chansons, EPM 2004 À la pêche à la baleine (1951)
- Saint Germain des près, Femeaux 2007 - CD 1 - Je te veux (1940)
- Saint Germain des près, Femeaux 2007 - CD 1 - Quand tu dors (1940)
- Saint Germain des près, Femeaux 2007 - CD 2 - La pêche à la baleine (1951)
- Saint Germain des près, Femeaux 2007 - CD 3 - Loin du bal (1952)

2012 - Disque entièrement consacré à Agnès Capri
Agnès Capri, Succès et raretés
Marianne Mélodie no 4811246 (2012)
- J’ai préféré dev’nir chanteuse
- Adrien
- Nous voulons une petite sœur
- Je te veux
- Complainte d’une méchante
- Laisse parler Jacob
- Quand tu dors
- Je te veux
- Le grand type
- Il m’a toujours dit : à demain
- Ton amour est ma maison
- Je suis heureuse
- Rengaine à pleurer
- Le naturaliste
- La grande opéra
- Dans la sciure
- La pêche à la baleine
- Loin du bal

Titres « bonus »
- Loin du bal (inédit BAM)
- L’orgue de Barbarie (inédit BAM déjà édité dans le coffret Prévert de 1992)
- Ensemble (inédit BAM)
- Couleur de mimosa (enregistrement Polydor inédit datant du 25 mai 1936)
- C’est héréditaire (enregistrement Polydor inédit datant du 25 mai 1936)
- Complainte de l’ignoble Molyneux (Bande son du film Drôle de drame, déjà édité dans le coffret Prévert de 1992)
- Il faut passer le temps (réédition de l'enregistrement du titre du disque Les snobs)
- Plan de Paris (réédition de l'enregistrement du titre du disque Un soir à L'Écluse)
- Dans la sciure (réédition de l'enregistrement du titre du disque Un soir à L'Écluse)
- Les animaux ont des ennuis (inédit radio déjà édité dans le coffret Prévert de 1992)
- L’enfant de la femme de ménage, par  Fabien Loris (réédition de l'enregistrement du titre du disque Les snobs)